# اسکات من

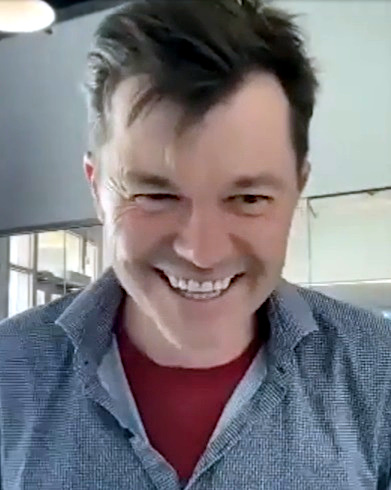
Scott Mann (2022)

اسکات من (به انگلیسی: Scott Mann) یک کارگردان فیلم بریتانیایی است که اصالتاً اهل نیوتون، آیکلیف، شهرستان دورهام، است و اکنون در لس آنجلس زندگی می‌کند.

## آثار کارگردانی
- پایین در میان مردان مرده (۲۰۰۵)[۳]
- تورنومنت (۲۰۰۹)
- سرقت (۲۰۱۵)
- امتیاز نهایی (۲۰۱۸)
- سقوط (۲۰۲۲)